# Atherigona phi
Atherigona phi är en tvåvingeart som beskrevs av Adrian C. Pont 1981. Atherigona phi ingår i släktet Atherigona och familjen husflugor. Inga underarter finns listade i Catalogue of Life.